# Renaldo Lopes da Cruz
Renaldo Lopes da Cruz (Cotegipe, Bahia, 19 de març de 1970) és un exfutbolista brasiler, que ocupava la posició de davanter.
Va viure la seua millor època a mitjans dels 90, quan va destacar a l'Atlético MG. El 1996 va arribar a Europa, al fitxar pel Real Club Deportivo de La Coruña on no va poder triomfar. Eixe any va jugar el seu únic encontre amb la selecció brasilera.
Posteriorment ha jugat en equips inferiors de les lligues espanyola i brasilera, així com un breu pas per la lliga de Corea del Sud, a les files del FC Seoul.